# The Servants
The Servants was een in 1985 door singer-songwriter David Westlake opgerichte Britse indierockband uit Hayes. Het in 2012 uitgebrachte album Small Time werd goed ontvangen, meer dan 20 jaar na de opname uit 1991. De verlate publicatie volgde op de opname van het album Desinterest (1990) in de lijst van het  magazine Mojo van de grootste Britse indie-opnamen aller tijden.

## Bezetting
- David Westlake[3] (gitaar)
- Phil King[4] (basgitaar)
- Eamon Lynam
- John Mohan[5] (gitaar)
- Luke Haines[6]
- Hugh Whitaker[7] (drums)

## Geschiedenis
Singer-songwriter David Westlake formeerde de band in Hayes met zijn schoolvriend Ed Moran. The Servants hadden hun eerste optreden in The Water Rats Theatre in de Londense Kings Cross in juli 1985. De bezetting voor de meeste vroege optredens was David Westlake, John Mohan, Phil King en Eamon Lynam alias Neasden Riots. Ze wezen aanbiedingen af van Statik, Stiff Records en Él en tekenden bij Head Records van Jeff Barrett, de latere baas van Heavenly Records. Westlake's subtiele Engelse songwriting werd goed ontvangen bij de pers en de band werd uitgenodigd voor het opnemen van een John Peel-sessie spoedig na het uitbrengen van hun eerste single She's Always Hiding in maart 1986.
Gespitst erop om zichzelf te afzijdig te houden van het schuifelcircuit, verwierf de band een reputatie als arrogante band. Ze accepteerden tegen wil en dank een uitnodiging van de toen populaire New Musical Express om te verschijnen op hun C86-compilatie, met nadruk op de B-kant van hun eerste single Transparent. De NME-compilatie werd goed verkocht en The Servants werden bekend met een kleiner nummer. De volgende publicatie, de ep The Sun, a Small Star (augustus 1986) met vier nummers, gaf nog steeds blijk van Westlake's kundige songwriting, het titelnummer werd later beschreven als een 24-karaats Brown Eyed Girl-klassieker.
Luke Haines was bij The Servants van begin 1987 tot laat 1991. Hugh Whitaker verliet The Housemartins en voegde zich bij de band toen ze weer de studio ingingen om nieuw materiaal op demo te plaatsen voor Creation Records.
Begin 1988 wisselde de band naar Glass Records, die een aanvaardbaar budget beloofden om een album op te nemen. Er werden plannen gemaakt om in de studio te gaan met John Brand, de producent van de punkband The Ruts. Op het elfde uur werd de band verteld dat de Glass Records-distributeur Red Rhino failliet was. Er werd gesneden in het budget en ze gingen in de studio om de single It's My Turn op te nemen. Ze speelden enkele concerten om de single te promoten, maar Glass Records stelde het uitbrengen van de opname uit voor een jaar. The Servants brachten hun debuutalbum Disinterest uit in 1990 bij Paperhouse Records.
Westlake en Haines namen het tweede Servants-album Small Time op in 1991. Niet tot 21 jaar later, volgend op de insluiting van Disinterest in de lijst van de grootste Britse indie-opnamen aller tijden van het magazine Mojo in 2011, werd deze opgenomen in 2012 bij Cherry Red Records, daarna in 2013 bij Captured Tracks. Small Time is Westlake's eigen favoriete Servants-opname. De lange ontoegankelijkheid van Disinterest (1990) werd toegelicht in de Small Time-aantekeningen. Small Time werd uitgebracht met de tweede disc Hey Hey We're the Manqués, die demo's bevat en repetitie-versies van het materiaal van het eerste album.
Het laatste optreden van de band was in Rock Garden op 21 augustus 1991.
Stuart Murdoch, de frontman van de Schotse band Belle & Sebastian verklapte aan het Amerikaanse muziekmagazine The Big Takeover, dat hij een enorme fan was van Westlake en dat hij begin jaren 1990 had geprobeerd om Westlake te lokaliseren in de hoop om met hem een band te formeren, vooraf aan de formatie van Belle & Sebastian.
Cherry Red Records bracht in 2006 de terugblik Reserved uit van The Servants. De compilatie bevatte al hun eerder uitgebrachte songs van voor het album Disinterest plus nummers van Peel-sessies en demo's. Captured Tracks bracht in 2001 de vinyl-compilatie Youth Club Disco uit.
Westlake en Haines speelden samen voor de eerste keer in 23 jaar in het Lexington in Londen op 4 mei 2014. Westlake en band speelden tijdens een NME C86-show op 14 juni 2014 in Londen om samen te vallen met Cherry Red's uitgebreide herpublicatie van C86.
Westlakes album Play Dusty for Me verscheen in 2002. Captured Tracks bracht het album opnieuw uit in 2015.

## Discografie

### Singles
- 1986: She's Always Hiding / Transparent (Head Records [7"])
- 1986: The Sun, a Small Star / Meredith / It Takes No Gentleman / Funny Business (Head Records [12"])
- 1989: It's My Turn / Afterglow (Glass Records [7"])
- 1989: It's My Turn / Afterglow / Faithful to 3 Lovers / Do or Be Done (Glass Records [12"])
- 1990: Look Like a Girl / Bad Habits Die Hard (Paperhouse Records, [7"])

### Albums
- 1989: Disinterest (Paperhouse Records, [lp]/[cd])
- 2006: Reserved (Cherry Red Records, [cd]) (compilatie)
- 2011: Youth Club Disco (Captured Tracks, [lp]) (compilatie)
- 2012: Small Time/Hey Hey We're The Manqués (Cherry Red Records, [2 cd's]; heruitgebracht december 2013, vastgelegde nummers, [2 lp's])